# Hurling

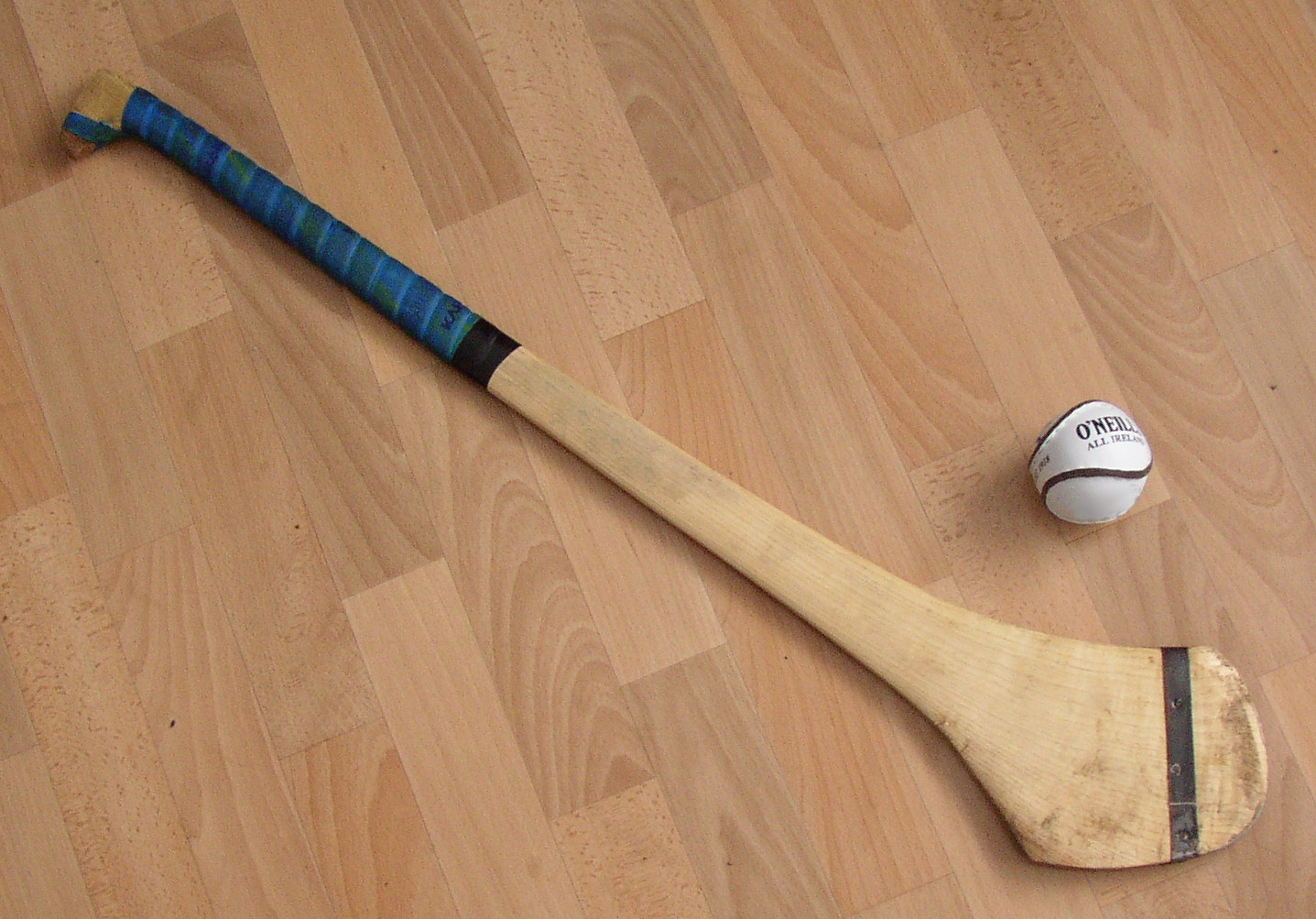
Bastão e bola de hurling

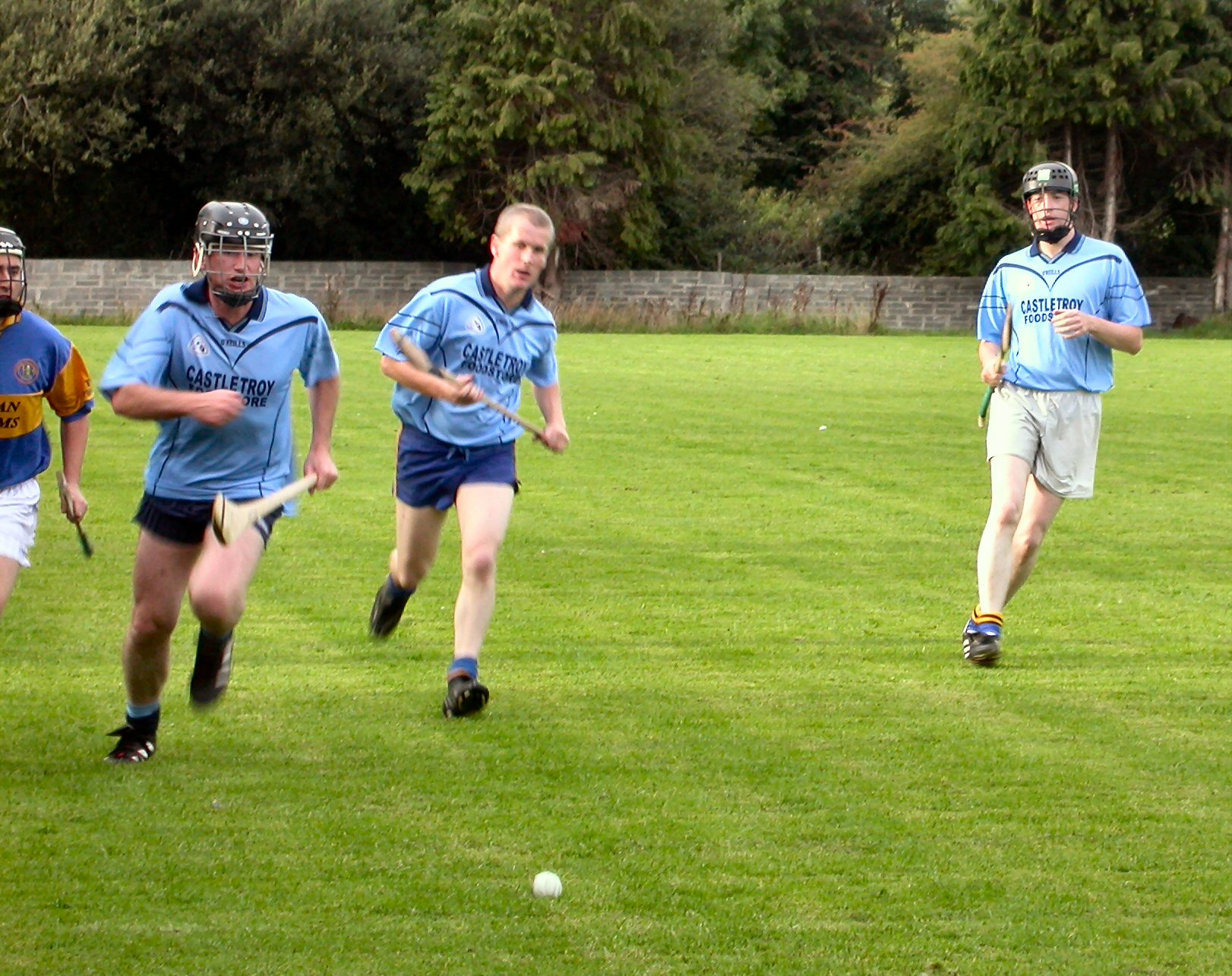
Jogadores de hurling.

Hurling é um jogo nacional irlandês de origem celta, semelhante ao hóquei. Duas equipes, compostas por 15 elementos cada uma, tentam introduzir com a ajuda de bastões, uma bola (do tamanho da utilizada no tênis) na baliza contrária. As dimensões do campo são: 130-145 m de comprimento por 80-90 de largura.
A baliza tem forma de H, como a de rugby, mas na sua parte inferior, está equipada com uma rede. As medidas da baliza são: 6,40 X 2,44 m; altura dos postes, 4,88 m. O jogo é contabilizado através de golos e pontos. O golo consegue-se quando a bola ultrapassa a linha sob a trave da baliza, valendo então três pontos. Se passa pela parte superior, entre os postes, vale um ponto.
Em 2018 a UNESCO declarou o hurling como Património Cultural Imaterial da Humanidade.

## Regras
O hurling é jogado num campo de 130-145 m de comprimento e 80-90 m de largura. Cada extremidade do campo tem uma baliza com 6-7m de altura, 6,5 m de largura, ligadas por uma trave colocada a 2,5m acima do chão.
A baliza tem uma rede por trás, que está ligada à trave e à parte inferior dos postes. O mesmo campo é usado para o futebol Gaélico; a decisão foi tomada pelo GAA, que organiza ambos os desportos, para facilitar o duplo uso. As linhas são marcadas a 14 jardas (12,80m), 21 jardas (19,20m) e 65 jardas (59,44m) ou 45 jardas (41,15m) no caso do futebol gaélico, de cada linha de fundo. Nas camadas jovens são usados campos menores e balizas mais pequenas. 

## Arbitragem
Uma partida de hurling é supervisionada por nove juízes
- O árbitro
- Dois bandeirinhas
- Dois árbitros de linha
- Quatro árbitros (dois em cada extremidade)

O árbitro é responsável por iniciar e parar o jogo, gravando a pontuação, liberando concessão e emissão de cartões de pena para os jogadores após a infrações.
Bandeirinhas são responsáveis por indicar a trajetória da bola para o árbitro e também para auxiliar o árbitro durante a partida. O quarto árbitro é responsável por supervisionar as substituições, e também indicando o tempo de paralisação (assinalada a ele pelo árbitro) e os jogadores substituídos usando uma placa eletrônica. T Os árbitros são responsáveis por julgar o placar. Eles indicam para o árbitro se um tiro foi: larga (spread ambos os braços), um disco de 65 m (levantar um braço), um ponto (onda bandeira branca), ou um objetivo (onda verde bandeira).
Contrariamente à crença popular no seio da associação, todos os funcionários não são obrigados a indicar "contravenções" ao árbitro, mas na verdade são permitidos somente para informar o árbitro da conduta violenta que testemunharam o que ocorreu sem o conhecimento árbitros. A bandeirinha / árbitro não é permitido informar o árbitro de faltas técnicas, tais como um tempo "Terceiro na mão", onde um jogador pega a bola para uma terceira vez consecutiva, após um solando ou ilegal pegar a bola. Essas decisões só podem ser feitas a critério do árbitro.

## As Equipes
Assim como no rugby sao formadas por 15 jogadores.O plantel no geral e composto entre 24 a 30 jogadores por equipe. Quanto as substituiçoes sao permitidas 5 no jogo.

## Tempo
As partidas seniores entre Condados são jogadas em 70 minutos (2 partes de 35 minutos). Todas as outras partidas têm uma duração de 60 minutos (2 partes de 30 minutos). Para as partidas disputadas por idades de sub-13 ou inferiores os jogos podem ser reduzidos para 50 minutos. A controlo do tempo fica ao critério do árbitro, que pode adicionar tempo extra devido a paragens no final de cada parte. Há várias soluções para jogos que terminam empatados, como uma repetição, ou, naquilo que as regras referem como "Vencedor do dia", um prolongamento de 20 minutos, um segundo prolongamento de 10 minutos ou desempate por penalties. A aplicação de desempates varia de acordo com a importância do jogo e a dificuldade de reagendamento de possíveis repetições, podendo mudar de ano para ano. A tendência geral da GAA tem sido a redução de repetição de jogos para facilitar o calendário de jogos.

## Placar
Os pontos são obtidos quando a bola (sliotar) passa por entre entre os postes da baliza. Os postes, que estão em cada extremidade do campo, formam um "H" como no rugby, mas com uma rede sob a trave como no futebol. As balizas têm 6,5 m de largura e a trave está colocada 2,50 metros acima do solo.
Se a bola passa por cima do travessão, é marcado um ponto e uma bandeira branca é levantada por um árbitro. Se a bola entrar abaixo da barra, vale três pontos, é golo, e uma bandeira verde é levantada por um árbitro. O baliza é defendida por um guarda-redes. As pontuações são registadas no formato (total de golos) - (total de pontos) total de pontos. Por exemplo, no campeonato Irlandês de 1997 All-Ireland a final acabou com Clare 0-20 e Tipperary 2-13. Assim Clare ganhou, por 20 a 19, dado que 2-13 tem um valor de 19 pontos.

## Capacete
De 1 de janeiro de 2010 que a utilização de capacetes com proteção do rosto é obrigatória para hurlers em todos os níveis. Este será ver os jogadores seniores seguir os regulamentos já introduzidas em 2009, menor e com menos de 21 graus. A esperança GAA para reduzir significativamente o número de lesões, introduzindo o uso obrigatório de capacetes com faceguards completa, tanto em treinos e jogos. Hurlers de todas as idades, válido inclusive ara os jogadores os que estão nas categorias de base. quando Hurley segurando uma na mão, deve usar um capacete e Faceguard em todos os momentos. Árbitros serão obrigados a parar o jogo se qualquer jogador em qualquer nível aparece no campo de jogo sem o indispensável nível de equipamento.